# Inondation de Dayton

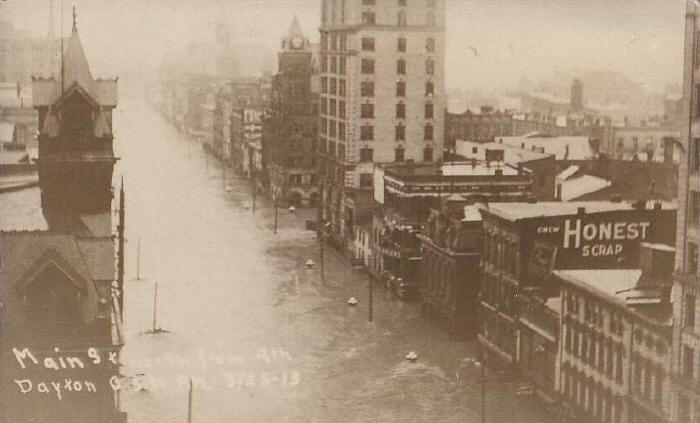
La rue principale de Dayton, Ohio, pendant les inondations.

La grande inondation de Dayton a touché Dayton (Ohio) et ses environs en 1913. Les eaux de la rivière Miami ont envahi la ville, causant la plus importante catastrophe naturelle de l'histoire de l'Ohio.
L'inondation a résulté d'une série de tempêtes hivernales qui ont frappé le Midwest à la fin du mois de mars 1913. En trois jours, 200 à 280 mm de précipitations sont tombées sur le bassin versant de la rivière Miami, dont le sol était déjà saturé d'eau. Les digues ont cédé, et le centre de Dayton s'est retrouvé sous 6 m d'eau. L'inondation de 1913 reste à ce jour le record pour l'endroit.
Le bassin versant de la rivière Miami couvre près de 10 000 km2, et compte 185 km de cours d'eau tributaires de la rivière Ohio. D'autres villes de l'Ohio ont été inondées à la même époque, mais les plus touchées seront les villes de Dayton, Piqua, Troy, et Hamilton.